# 大隅国
大隅国（おおすみのくに、旧字体：大隅國）は、かつて日本の地方行政区分だった令制国の一つ。律令制成立当初は西海道の日向国に属していたが、後に分立。現在の鹿児島県本土の東部と大隅諸島にあたる。

## 概要
令制国が成立する以前は「襲国（そのくに）」とも呼ばれた熊襲の本拠地であり、後にも薩摩と並んで隼人の抵抗が最後まで根強く続いた地で、日向からの分立及び隼人の根拠地であった囎唹郡の分割は、隼人勢力の弱体化を意図して行われた。薩摩国衙のある高城郡に肥前から移民が行われたのと同様に、大隅国衙の置かれた桑原郡には豊前から移民が行われるなど対隼人政策が取られている。
当時はそのような隼人首長の大隅直（あたい）、曾君（そのきみ）、加士伎県主（かしきあがたぬし）、肝衝（きもつき）といった豪族が割拠した。
養老4年（720年）に隼人は大隅守陽侯史麻呂を殺害し、律令国家の支配に対して反乱を起こした（隼人の反乱）。大和朝廷は大伴旅人を征隼人持節大将軍に任命し、この抵抗を鎮圧する。この反乱を受けて囎唹郡はさらに分割され隼人の管理は徹底された。その結果、奈良時代中期から後期には大隅の支配は安定し、延暦19年（800年）には他地域同様に班田制も導入され、律令制による支配が定着した。
しかし、隼人の同化が進んだ一方で平安中期には南島人が侵入してきたり、一方で寛弘4年（1007年）大隅守菅野重忠が太宰府府官大蔵満高に射殺され、長元2年（1029年）にはこれも太宰府大監で島津荘の開墾者であった平季基が大隅国衙を焼討し、国衙支配が壊滅的打撃を受けるなど管轄内の諸国に対する介入の度合いを強める太宰府との激しい対立があり、その背景には南島との交易利権の管掌が絡んでいた。
こうした情勢の中で、それまで国の中心となる神社であった鹿児島神宮に八幡神を勧請して、九州五所別宮となる正八幡宮が成立している。
平季基は賄賂を駆使し、また藤原頼通に島津荘を寄進することで身の安泰を図り特段処罰を受けることもなく現地に住み着いたので、さらなる領域拡張を続け国衙領を削り取る島津荘とそれに対抗して正八幡宮の権威を活用する大隅国衙との対立関係は続き、国土は実質的に島津荘と正八幡宮領に二分されていった。

## 領域
明治維新直前の領域は、現在の鹿児島県の下記の区域に相当する。※の区域はいずれも1897年に薩摩国へ移管された。
- 姶良市
- 霧島市
- 姶良郡湧水町
- ※伊佐市の南部（菱刈市山・菱刈花北・菱刈下手・大口曽木・大口針持以南）
- 曽於市の大部分（財部町下財部・大隅町月野・大隅町境木町・大隅町荒谷を除く）
- 鹿屋市
- 垂水市
- ※鹿児島市の一部（桜島）
- 肝属郡東串良町・肝付町・錦江町・南大隅町
- 西之表市
- 熊毛郡中種子町・南種子町・屋久島町

下記の区域は明治時代に日向国・琉球国より大隅国へ編入された。
- 曽於市の一部（財部町下財部） - 1872年日向国より編入
- 曽於市の一部（大隅町月野・大隅町境木町・大隅町荒谷） - 1897年日向国より編入
- 志布志市 - 1897年日向国より編入
- 曽於郡大崎町 - 1897年日向国より編入
- 奄美群島 - 1879年琉球国より編入
  - 奄美市
  - 大島郡喜界町・龍郷町・大和村・宇検村・瀬戸内町・徳之島町・天城町・伊仙町・和泊町・知名町・与論町

下記の区域は1897年に薩摩国より大隅国へ編入されたが、1973年に薩摩国へ移管された。
- 上三島・トカラ列島
  - 鹿児島郡三島村・十島村

## 沿革
『古事記』の国産み神話においては、筑紫島（九州）の4面に筑紫国、豊国、肥国、熊曽国が見える。
古代の南九州は『古事記』『日本書紀』の「日向神話」と呼ばれる神話の舞台となった。この中で、アマテラスの孫のニニギが高千穂に降臨し（天孫降臨）、子のホオリが兄・ホデリを懲らしめた旨とともに兄の子孫の隼人が今も天皇に仕える由来だと述べ（山幸彦と海幸彦）、ホオリの子・ウガヤフキアエズは初代天皇・カムヤマトイワレビコ（神武天皇）の父である旨を記している。のち、神武天皇は日向から東征に赴くこととなる（神武東征）。
現在、これらの日向神話は歴史的事実そのままとは考えられておらず、その由来には諸説がある。特に『古事記』『日本書紀』が成立するまで、すなわち7世紀後半から8世紀前半の南九州における対隼人の政治情勢との密接な関係が指摘される。隼人が名を表すのは天武天皇の時代からで、7世紀末から8世紀前期に4回の反乱を起こしている。そして天皇家による南九州における統治を正当化し、隼人が服属すべき理由を過去にさかのぼって説明するものと考えられている。
7世紀中期以降に律令制の成立に伴って、現在の鹿児島県の本土部分と宮崎県を含む広域に、日向国が成立した。
大宝2年（702年）8月1日に起こった薩摩・多褹の叛乱を契機に、同年、日向国を割いて唱更国・多褹国が分立した。
その流れの中で和銅6年（713年）4月3日、日向国の肝属郡、囎唹郡、大隅郡、姶羅郡の4郡、現在の鹿児島県本土の東部が大隅国として分立したのが、大隅国の始まりとされる。
数年の内に、囎唹郡を割いて桑原郡（姶良郡湧水町周辺）が、天平勝宝7歳（755年）にさらに囎唹郡を割いて菱刈郡が設けられ、6郡となる。
天長元年（824年）10月1日に、現在の屋久島と種子島にあたる多禰国をあわせた。この際、四郡あった多禰国の郡は二郡に統合され、結果大隅国は八郡となる。
平安時代には荘園の進展で姶羅郡（現在の鹿屋市周辺。現在の姶良郡は別）がその実を失い、肝属郡に編入されたとみられる。
明治12年（1879年）、奄美群島（大島郡）を編入した。明治30年（1897年）には、現在の三島村、十島村地域が薩摩国川辺郡から大島郡に編入された。ただし、現在の三島村・十島村地域は昭和48年（1973年）に鹿児島郡へ転属しており、旧国名が廃れて久しいものの、薩摩国へ戻っている。

### 近世以降の沿革
- 「旧高旧領取調帳」の記載によると、明治初年時点では全域が薩摩鹿児島藩領であった。（248村・262,168石余）
  - 姶良郡（38村・42,705石余）、肝属郡（41村・64,385石余）、菱刈郡（13村・16,937石余）、桑原郡（25村・24,990石余）、大隅郡（43村・29,397石余）、囎唹郡（53村・72,544石余）、熊毛郡（15村・9,808石余）、馭謨郡（20村・1,398石余）
- 明治4年7月14日（1871年8月29日） - 廃藩置県により鹿児島県の管轄となる。
- 明治30年（1897年）4月1日
  - 東囎唹郡・日向国南諸県郡の区域をもって囎唹郡が発足。旧・南諸県郡域が大隅国の所属となる。
  - 菱刈郡・薩摩国北伊佐郡の区域をもって薩摩国伊佐郡が発足。旧・菱刈郡域が薩摩国の所属となる。
  - 薩摩国川辺郡のうち川辺郡十島（硫黄島、黒島、竹島、口之島、臥蛇島、平島、中之島、悪石島、諏訪之瀬島、宝島）の所属郡が大島郡に変更。大隅国の所属となる。
- 昭和48年（1973年）4月1日 - 上記の川辺郡十島にあたる大島郡三島村、十島村の所属郡が鹿児島郡に変更。薩摩国の所属となる。

## 国内の施設

### 国府

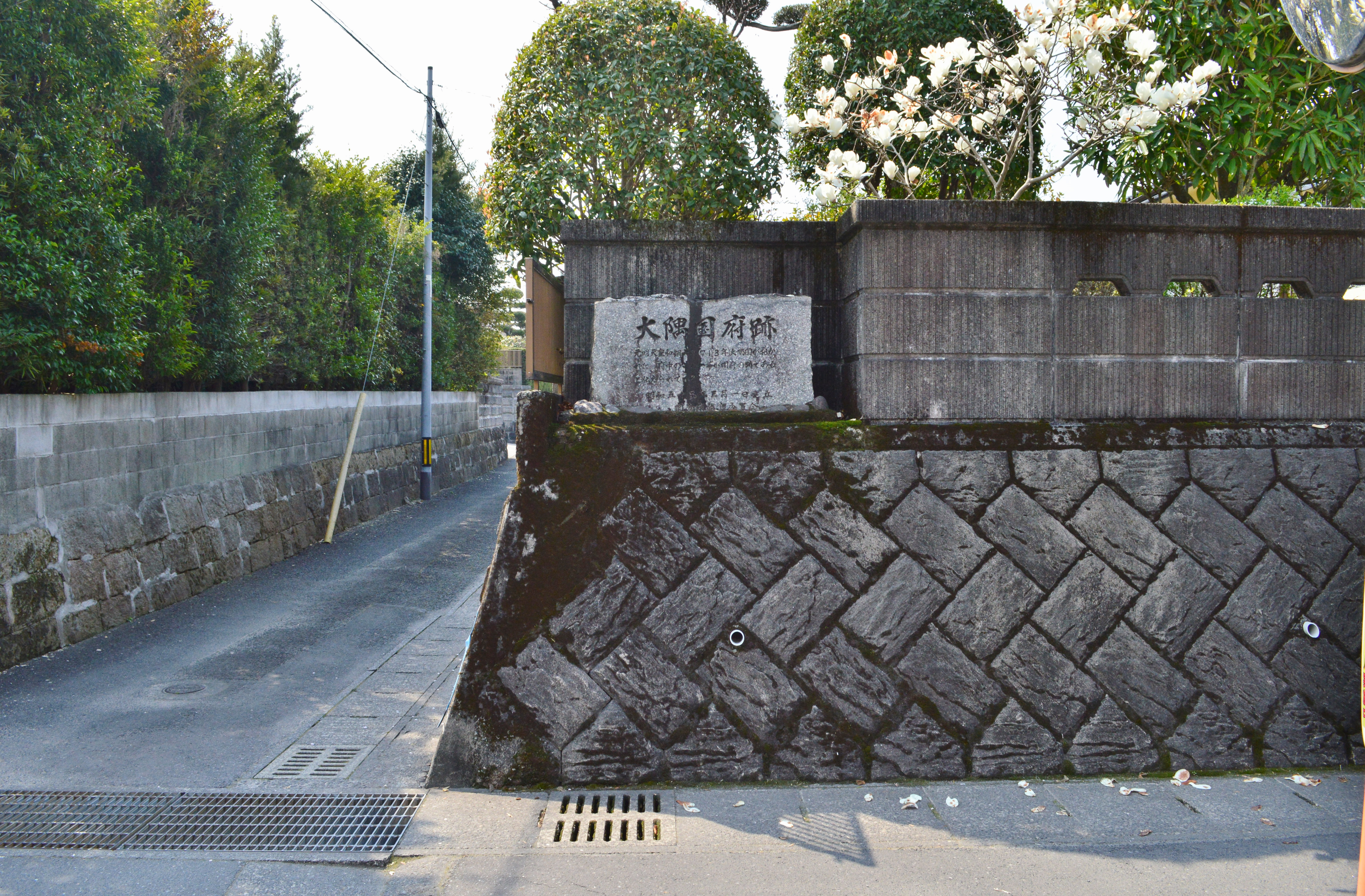
大隅国府跡碑
（鹿児島県霧島市の推定地）

国府は『色葉字類抄』によると、桑原郡。『拾芥抄』および易林本の『節用集』では、贈於郡とある。
現在の霧島市国分府中にあったと推測されているが、遺跡はまだ見つかっていない。

### 国分寺・国分尼寺

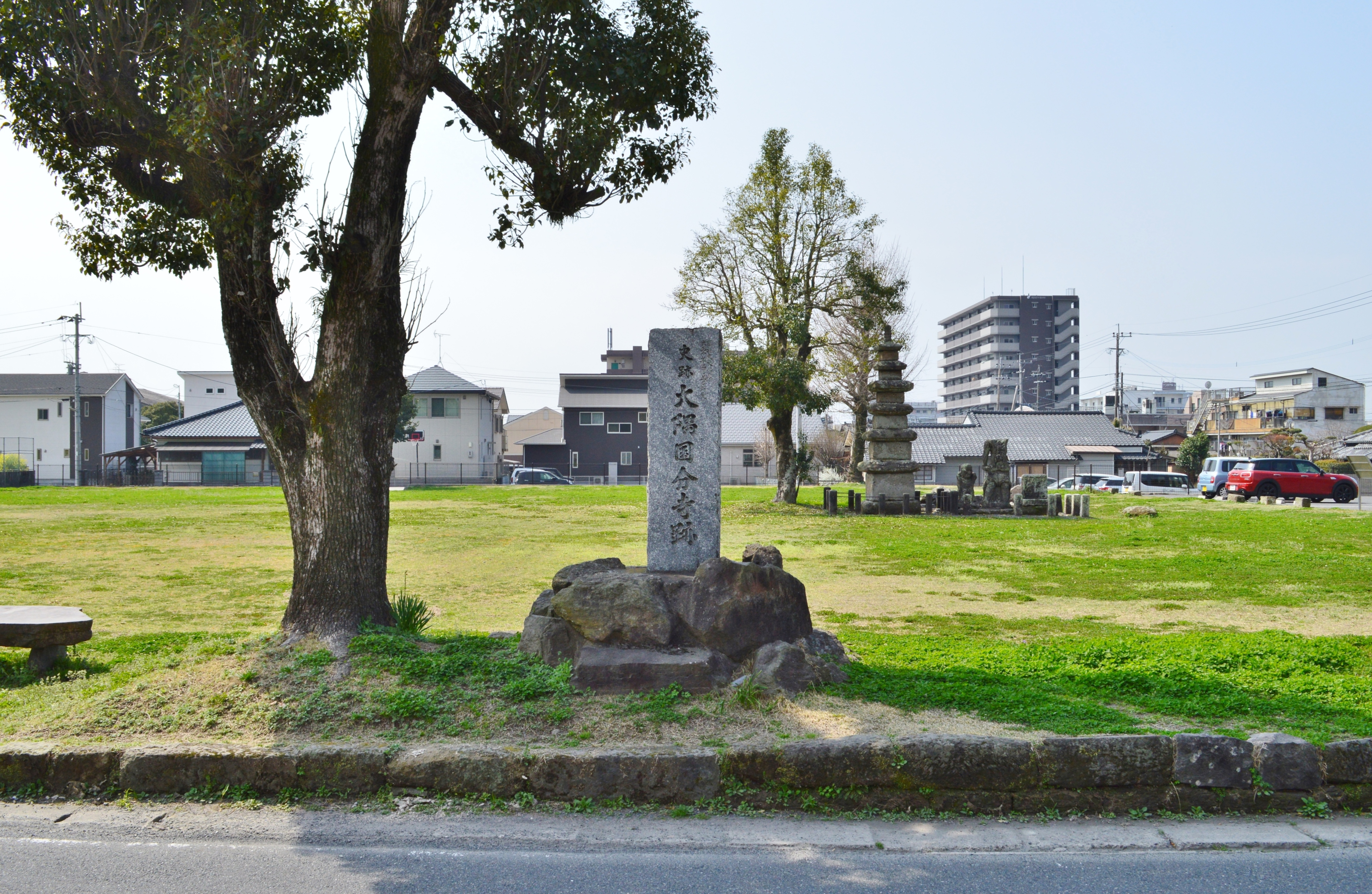
大隅国分寺跡
（鹿児島県霧島市）

大隅国分寺跡
鹿児島県霧島市国分中央。

### 神社
延喜式内社
『延喜式神名帳』には、以下に示す大社1座1社・小社4座4社の計5座5社が記載されている（「大隅国の式内社一覧」参照）。大社1社は名神大社ではない。
- 桑原郡 鹿児嶋神社（正八幡宮、霧島市隼人町内） - 薩摩・大隅・日向で唯一の大社。
- 曽於郡 大穴持神社 （霧島市国分広瀬）
- 曽於郡 宮浦神社 （霧島市福山町）
- 曽於郡 韓國宇豆峯神社 （霧島市国分上井）
- 馭謨郡 益救神社 （熊毛郡屋久島町宮ノ浦）

総社・一宮以下
- 総社 祓戸神社 （霧島市国分府中） - 但し、明証がない。
- 一宮 鹿児島神宮
- 二宮 蛭児神社 （霧島市）

### 安国寺利生塔
- 安国寺 - 鹿児島県姶良市加治木町反土。

## 地域

### 郡
- 囎唹郡
- 桑原郡 - 囎唹郡より分置。
- 菱苅郡 - 囎唹郡より分置。
- 始良郡 - 桑原郡より分置された帖佐郡が改称。
- 肝属郡
- 姶羅郡 - 平安時代までに肝属郡に統合。
- 大隅郡
- 熊毛郡 - 種子島。多褹国から併合。
- 馭謨郡 - 屋久島。多褹国から併合。

### 江戸時代の藩
- 薩摩藩、島津家（77万石）

## 人物

### 国司
- 陽侯史麻呂、養老4年（720年）被殺害
- 榎氏鉢麻呂、天平2年（730年）目として万葉集に名前が見える
- 大伴国人、天平10年（738年）守として正倉院文書に名前が見える
- 土師山麻呂、天平10年（738年）掾として正倉院文書に名前が見える
- 日置三立、天平10年（738年）史生として正倉院文書に名前が見える
- 中臣伊加麻呂、天平宝字7年（763年）守に任官
- 中臣習宜阿曾麻呂、宝亀3年（772年）守に任官
- 藤原藤主、仁寿2年（852年）任官
- 布勢直継、貞観12年（870年）任官
- 佐伯春継、元慶2年（878年）任官
- 春日宅成、元慶2年（878年）任官
- 桜島忠信、安和元年（968年）任官
- 菅野重忠、寛弘4年（1007年）被射殺
- 船守重、長元2年（1029年）退任[3]

### 守護

#### 鎌倉幕府
- 1197年～1203年 - 島津忠久
- 1217年～1224年 - 北条義時
- 1225年～1245年 - 北条朝時
- 1250年～1272年 - 北条時章
- 1283年～1291年 - 千葉宗胤
- 1295年～1317年 - 北条時直
- 1323年～1333年 - 北条師頼

#### 室町幕府
- 1333年～1363年 - 島津貞久
- 1363年～1376年 - 島津氏久
- 1376年～？ - 今川貞世
- 1391年～1411年 - 島津元久
- 1411年～1425年 - 島津久豊
- 1425年～1470年 - 島津忠国
- 1470年～1474年 - 島津立久
- 1474年～1507年 - 島津忠昌
- 1507年～1515年 - 島津忠治
- 1515年～1519年 - 島津忠隆
- 1519年～1527年 - 島津勝久
- 1527年～1566年 - 島津貴久

### 戦国大名
- 島津氏
- 肝付氏
- 北原氏

### 武家官位としての大隅守

#### 江戸期以前
- 島津勝久 (伊作家)
- 畠山家俊
- 織田信広
- 九鬼嘉隆

#### 江戸時代
- 薩摩藩島津家
  - 島津家久：初代藩主
  - 島津光久：第2代藩主
  - 島津継豊：第5代藩主
  - 島津斉興：第10代藩主
  - 島津忠義：第12代藩主
  - 島津久光：島津忠義の父
- 和泉陶器藩小出家
  - 小出三尹：初代藩主
  - 小出有棟：第2代藩主
  - 小出有重：第3代藩主
- 三河刈谷藩土井家
  - 土井利信：初代藩主
  - 土井利行：第6代藩主
  - 土井利善：第8代藩主
- その他
  - 伊丹勝政：甲斐徳美藩第3代藩主
  - 亀井茲尚：石見津和野藩第9代藩主
  - 津軽順承：陸奥黒石藩第2代藩主、陸奥弘前藩第11代藩主
  - 徳川継友：尾張藩第6代藩主
  - 戸田忠囿：下野足利藩第2代藩主
  - 本多政遂：下野榎本藩第2代藩主
  - 松平信通：大和興留藩、備中庭瀬藩、出羽上山藩初代藩主
  - 松平乗友：三河奥殿藩第4代藩主
  - 遠山景元：北町奉行・南町奉行。左衛門尉が有名だが、大隅守を称していた時期もある。